# Ringwall Burgstall (Ergolding)

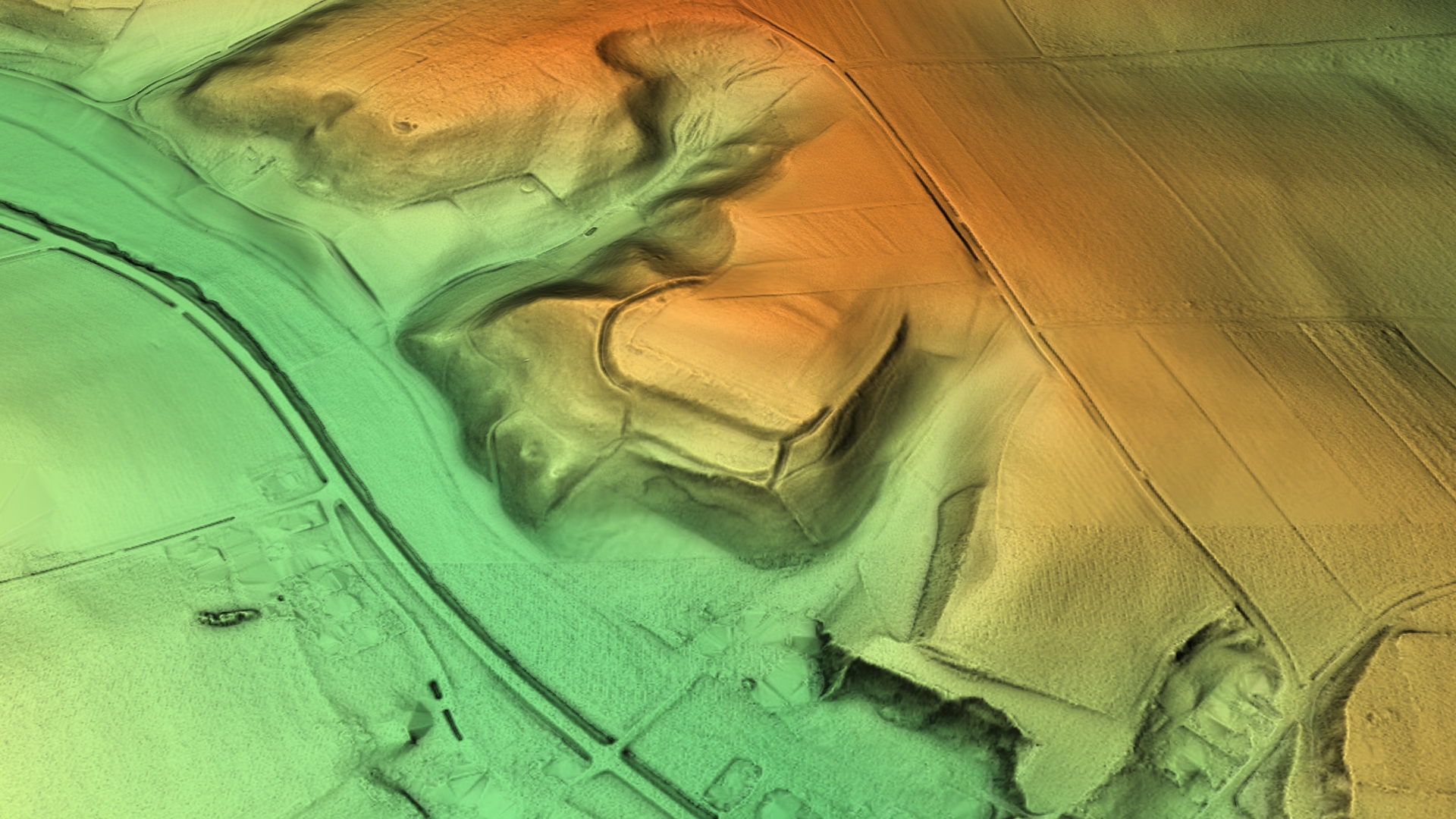
3D-Ansicht des digitalen Geländemodells

Der Ringwall Burgstall liegt ca. 500 m nordwestlich von Oberglaim, einem Gemeindeteil des niederbayerischen Marktes Ergolding im Landkreis Landshut. Die Anlage wird als Bodendenkmal unter der Aktennummer D-2-7338-0003 als „frühmittelalterlicher Ringwall "Burgstall"“ geführt.

## Beschreibung
Die Anlage liegt auf einem sich nach vorne verbreiternden Plateauausläufer, der im Südwesten zu dem 60 m tiefer liegenden Feldbachtal abfällt. Der Innenraum besitzt eine bohnenförmige Gestalt mit einer größten Breite von 145 m und einer Länge von 88 m. Er neigt sich von Nordosten nach Südwesten um ca. 10 m. Die Bewehrung war auf allen Seiten ringförmig ausgebildet. Durch landwirtschaftliche Nutzung ist die zur Höhe sichernde Seite nach Nordosten bis auf geringfügige Spuren eines Grabens nivelliert. Nach Nordwesten hin ist der Graben im abwärts geneigten Gelände noch gut erhalten. Der Graben ist hier etwa 9 m breit, seine Innenböschung beträgt bis zu 2 m und die Außenböschung 0,7 m. Am Rand des Innenraums sind noch Reste eines bis zu 0,5 m hohen Randwalls vorhanden. In dem zum Feldbachtal abfallen Gelände endet der zuletzt von einem flachen Außenwall begleitete Graben allmählich. Im Südosten tritt der Graben zusammen mit einem kleinen Außenwall nochmals für 35 m auf. Im Südwesthang verläuft parallel zum Rest der inneren Grabenböschung eine weitere 2 m hohe in den Hang eingearbeitete Stufe mit Spuren eines Grabens. An der Südostecke der Anlage befindet sich ein hangwärts führender, etwa 7 m breiter und flacher Graben. Dieser endet heute am Oberrand einer Kiesgrube beim Lehnerhof.